# Amor mío (México)
Amor Mío é uma sitcom mexicana, baseado na sitcom Amor Mío, produzida na Argentina em 2005. A versão mexicana, é de produção da rede Televisa e protagonizada por Vanessa Guzmán (Abril) e Raúl Araiza (Marcos).